# Коасати (язык)

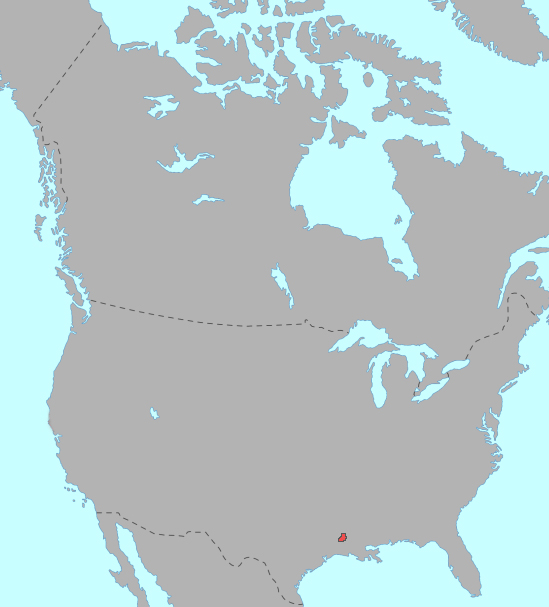
Распространение языка коасати

Коасати (Коушатта) - индейский язык мускогской семьи, на котором разговаривает одноимённый народ коасати, проживающий в резервациях в Техасе (Алабама-Коушатта) и Луизиане (Коушатта).

## Генеалогическая и ареальная информация

### Генеалогическая информация
Коасати является одним из представителей мускогской семьи, в которую входят алабамский, крикский, микасуки, чоктавский и чикасавский, а также вымершие языки хичити и аппалачский.
Коасати наиболее близок с алабамским, но, хотя народы коасати и алабама исторически жили рядом друг с другом, на данный момент уровень взаимопонятности между языками низкий. Коасати также связан с языком микасуки; некоторые носители языка коасати могут понимать микасуки без предварительного знакомства с языком.

### Ареальная информация
На коасати говорят в основном около 300 человек, проживающих на юго-западе Луизианы, недалеко от города Элтон. Гораздо меньшее число носителей языка можно найти в индейской резервации Алабама-Коушатта и вблизи нее, недалеко от города Ливингстон в Техасе. Кроме того, многие носители алабамского владеют коасати.
За пределами Техаса и Луизианы насчитывается не более двадцати носителей языка коасати; все они из Луизианы. Две семьи живут в Южной Каролине (самая большая группа носителей языка за пределами Луизианы и Техаса), другие в Талахине, штате Оклахома, в резервациях Навахо и Зуни, в Лос-Анджелесе, Калифорнии и в резервации Юматилла в Орегоне.
Большее число людей, которые принадлежат народу Коасати, но не владеют родным языком, можно найти в резервации Чокто в Оклахоме, куда их предки, частично принадлежащие к Чокто, эмигрировали примерно в начале нынешнего века.

## Социолингвистическая информация
В соответствии с ресурсом Ethnologue, коасати используется больше в Луизиане, чем в Техасе, в основном в сфере бытового общения и религии. Многие говорят как на английском, так и на коасати. Некоторые вместе с коасати используют алабамский, чоктавский и каджунский французский вместо английского. В Алабаме коасати используется, как второй язык.
Коасати, как и большинство индейских Юго-Восточных языков, на которых говорит лишь небольшое число носителей, был полностью проигнорирован миссионерами 19-го века. К тому времени, когда коасати всерьез занялись, большинство народа уже мигрировало в Техас; в Алабаме остались лишь остатки говорящего населения. Только после того, как последние переехали в Оклахому, на язык впервые обратили внимание.
В 1857 году генерал Альберт Пайк составил словарь языка коасати в Оклахоме. Этот словарь вместе с другими словарями индейских языков Оклахомы в настоящее время находится в архивах Масонской библиотеки в Вашингтоне. Также большую работу проделал Джон Р. Суонтон: он собрал множество местных рассказов и тем самым сыграл важную роль в сохранении большого пласта ныне забытой литературы коасати. Также в 1980-х годах Джин Бернхэм из Летнего института лингвистики перевёл Библию на коасати.

## Типологическая информация

### Базовый порядок слов
В основном в коасати используется SOV. Если присутствует косвенное дополнение, порядок обычно SIoV. Если присутствуют и прямое и косвенное дополнение, порядок такой SOVIo (иногда SIoOV)
- SOV

```
stilapíhli  -k     pokkó  im-     apí:li       -to          -V̦
leader      -SUBJ  ball   3.DAT-  throw(SG)    -III.PAST    -PHR:TERM
"The leader threw the ball to them underhand."
```

- SOVIo

```
 á:t     -ok         if    -ón         ínka         -t     wílfrid  -ka    ocó:si
 person  -SUBJ:FOC   dog   -OBJ:FOC  give:to:him    -PAST  PN       -LOAN    son
"Someone gave a dog to Wilfred's son."
```

### Тип ролевой кодировки
Коасати демонстрирует активную стратегию кодировки: субъект и объект при непереходном глаголе маркируются одинаково как при статичном глаголе, так и при активном.
- Пример 1

```
im-    tółka     -k   im-   lónka  -ná:na  -n 
3.DAT  -run(PL)  -SS  3.DAT -hide  -ADV  -SW
'They ran from them and hid from them all the time'
```

- Пример 2

```
wá:ka  -si   -k     mat-  ballask
cow    -DIM  -SUBJ  AFAR-  lie (DUAL)
'There are two calves lying over there'
```

- Пример 3

```
katolíkka im-     iscobá  oh-    atiní:li        -toho    -:li    -:s
catholic  3.POSS- church  DISTR- burn(SG)(TRANS) -REALIS -DEDUC  -1.PAST
'Someone just burned the Catholic church'
```

### Тип выражения грамматических значений
По типу выражения грамматических значений коасати ближе к синтетическому, так как есть границы между словоформами, но при этом грамматические значения выражаются аффиксами, а не отдельными словами.
- Пример

```
ca-      coktaykí   -k     im-     oklá    itt-   á:sa    -k  tółka     -t
1S.POSS  -daughter  -SUBJ  3.POSS- friend  RECIP- be:with -SS run(PL)   -PAST
'My daughter and her friend ran with each other.’
```

### Локус маркирования

#### В посессивной именной группе
Вершинное маркирование, так как префикс присоединяется к предмету обладания.
```
tayyí    ka -h- no         im-      ná:ni
woman    good -H:GRADE-    3.POSS-  husband
'the best woman's husband'
```

#### В предикации
Также вершинное, так как префикс присоединяется к предикату.
```
im-    awí:ci -tkílko        -V̦
3DAT-  help   -1PL.NEG(IIIB)  -PHR:TERM
'We do not help him '
```

### Характер границ между морфемами
В коасати наблюдается тенденция к фузии так как значения у аффиксов могут сливаться.
```
kil         -łá:h           -o         -t
1PL.NEG(IA) -shoot:and:hit  -NEG:COMP  -PAST
'We did not hit the mark'
```

### Фонология

#### Гласные
|                           | Краткий | Краткий | Краткий  | Долгий  | Долгий | Долгий |
| Передний                  | Средний | Задний  | Передний | Средний | Задний |        |
| ------------------------- | ------- | ------- | -------- | ------- | ------ | ------ |
| Верхний подъём (закрытый) | i       |         | o        | iː      |        | oː     |
| Нижний подъём (открытый)  |         | a       |          |         | aː     |        |

#### Согласные
|             |         | Губной | Зубной | Постальвеолярный | Велярный | Глоттальный |
| ----------- | ------- | ------ | ------ | ---------------- | -------- | ----------- |
| Взрывной    | глухой  | p [pʰ] | t [tʰ] | c [t͡ʃʰ]          | k [kʰ]   | ʼ [ʔ]       |
| Взрывной    | звонкий | b      |        |                  |          |             |
| Фрикативный | глухой  | f [ɸ]  | th [ɬ] | s                |          | h [h]       |
| Фрикативный | звонкий |        |        |                  |          | h [ɦ]       |
| Носовой     |         | m      | n      |                  |          |             |
| Латеральный |         |        | l      |                  |          |             |
| Глайд       |         | w      |        | y [j]            |          |             |

## Языковые особенности

### Фонологические особенности
В коасати есть две маргинальные фонемы, которые редко встречаются в языках данного региона: гортанная смычка и назализованные гласные. И то, и другое одновременно является отражением морфем и результатом морфофонемных процессов.

#### Гортанная смычка
Гортанная смычка - это морфема, стоящая перед предпоследним слогом глагола для обозначения вопроса и вызывающая отличительное ударение в каждом из боковых слогов. Гортанная смычка может возникать перед любым согласным; она заменяет длину гласного, но исчезает перед кластером согласных, оставляя только отличительные ударения, указывающие на вопросительную интонацию. В медленной речи заметен переход между гортанной смычкой и следующим согласным; в быстрой речи они сливаются.
| Предложение   | Вопрос         | Медленная речь | Быстрая речь |
| ------------- | -------------- | -------------- | ------------ |
| /ishí:c/      | /ishíʔcá/      | [ishíʔə́cá]     | [sʰíʔcá ]    |
| Ты видишь это | Ты видишь это? |                |              |

Также гортанная смычка появляется в кластере гласных и после конечных гласных в женской речи.
| Фонемная транскрипция | Фонетическая транскрипция | Глосс                  |
| --------------------- | ------------------------- | ---------------------- |
| /cano:oksáhl/         | [cano:ʔoksáál]            | Я тяжело болею свинкой |
| /hapí/                | [hapíʔ]                   | соль                   |

Наконец, гортанная смычка реализуется, как автономная фонема в двух указательных местоимениях: /yaʔá/ 'Этот (поближе)' и /maʔá/ 'Этот (подальше)' и их дериваты.

#### Назализация
Назализация - это реализация двух морфем, одна из которых встречается в конце слова, а другая - в середине. Морфема в конце слова является терминальным маркером фразы, используемым, когда другой терминальный маркер, который удаляет конечные безударные гласные, вызывает трудности в понимании. Данный феномен прослеживается у пожилых людей в виде аллофонов: [w] после /o/, [h] после /a/ и [y] после /i/.
| Фонемная транскрипция | Обычное произношение | Как произносят пожилые люди |
| --------------------- | -------------------- | --------------------------- |
| hí:catoho:l impáhçǫ   | [hí:cato::limpɔ́ɦсǫ]  | [hí:cato::l impɔ́ɦcow]       |
| Говорят, он это видел |                      |                             |
| akkámmį               | [akkámmį]            | [akkámmiy]                  |
| Это именно так        |                      |                             |

Морфема в середине слова - это n-ная степень аблаута, который назализирует гласную в предпоследнем слоге глагола. Это внутреннее изменение придает значению глагола интенсивности.
| Неназализованная форма | Глосс                         | Назализованная форма | Глосс                               |
| ---------------------- | ----------------------------- | -------------------- | ----------------------------------- |
| amihóssa:s             | Я страдаю от ощущения пустоты | amihǫ́ssa:s           | Я очень страдаю от ощущения пустоты |

Фонетическая назализация - это результат скопления назально- фрикативных согласных на границе морфемы.
| Морфемы        | Произношение | Глосс         |
| -------------- | ------------ | ------------- |
| akkam,hili,:ci | [akkąhilí:c] | Мы делаем это |

## Список сокращений
subj - subject
sg - singular
pl - plural
neg - negative
neg:comp - the negative complement -o-
dat -dative
loc -locative
phr:term- phrase terminal marker
obj/subj:foc - object/subject switch reference marker with focus
dim - the diminutive /intensive verbal suffix
sw - different subject switch reference marker
ss - same subject switch reference marker
recip -the reciprocal prefix
afar - the instrumental prefix mat-
deduc - the deductive suffix -:li
distr - distributive prefix
h:grade - the internal change called the h-grade
poss - possessive prefix
realis - the realis suffixes -toho- and -toha-
sw - different subject switch reference marker
adv - 1) adverbial verbal suffix 2) the switch-reference suffix -n, when used to derive an adverb from a verb
trans -transitive verb

## Список литературы
- Kimball, Geoffrey D. Koasati Grammar (неопр.). — University of Nebraska Press[англ.], 1991. — ISBN 0-8032-2725-6.
- Kimball, Geoffrey D. Koasati Dictionary (неопр.). — University of Nebraska Press[англ.], 1994. — ISBN 0-8032-2726-4.
- [[:en:Koasati_language#Tone]]

## Пояснения
1. ↑ Глаголы в коасати, как и в других маскогских языках, может претерпевать ряд внутренних модификаций, которые называются внутренними изменениями, или степенями аблаута, хотя они совсем не похожи по природе на индоевропейские формы аблаута